# 東京グリーンコーディネータカレッジ
東京グリーンコーディネータカレッジ（とうきょうグリーンコーディネータカレッジ）は、東京都にある認定職業訓練による職業能力開発校。東京グリーンサービス事業協同組合が運営する。通称名・東京園芸装飾専門校。

## 概要と沿革
- 場所/〒141-0022 東京都品川区東五反田二丁目3番4号

- 1941年、国策による東京貸植木業組合が発足。のち東京グリーンサービス協会へ
- 1969年、協同組合として法人化
- 1976年、東京グリーンサービス事業高等職業訓練校発足。全国初唯一の園芸事業内訓練校が、職業訓練校都知事認定
- 1995年、開校20年を記念し、通称を「東京園芸装飾専門校」と定める

## 参考
グリーンサービス業とは、観葉植物を中心としたグリーンレンタルから各種イベントのグリーン装飾、建物内や建物周辺の植栽施工、メンテナンス業。園芸専門のレンタル業者でもとは日本古来の園芸技術は明治維新から鉢植え観賞用植物を室内に飾る風習が定着、これによって貸盆栽・貸植木業者が現れ観葉植物のレンタル業、さらにグリーンサービス業が確立。市場出荷、生産直売、全国発送、 観葉植物のグリーンサービス業を主として営業され人の集まる施設やオフィス、一般住宅まで、様々な観葉植物を月極、室内に観葉植物を置く場合置く場所と明るさなどメンテナンスこみで届けられ、専門業となる。関連団体としては社団法人日本インドア・グリーン協会、千葉県グリーンサービス業組合などがある。さらに大手園芸ショップ、緑化工事業、造園ガーデニング業などが総合グリーンサービス業としてレンタルとガーデンセンター運営、ガーデニング施工・管理から給水などメンテナンス、植物によるスペース演出を行うスペシャリストにまで発展することになり、リラクゼーションアクアリウム、レンタルアート、クリスマスなどの祭典用装飾リースなど室内装飾から室内庭園、室内壁面緑化までこなす専門職に発展。これによって園芸装飾という分野も誕生している。
園芸装飾の関連資格として、国家検定制度である技能検定に園芸装飾の職種が誕生し、1981年より試験が実施されている。こうして園芸装飾は、インドア・グリーン業界のグリーンサービス業より始まっている。